# Ponthieva nigricans
Ponthieva nigricans är en orkidéart som beskrevs av Rudolf Schlechter. Ponthieva nigricans ingår i släktet Ponthieva och familjen orkidéer.
Artens utbredningsområde är Ecuador. Inga underarter finns listade i Catalogue of Life.